# 成功火力發電廠

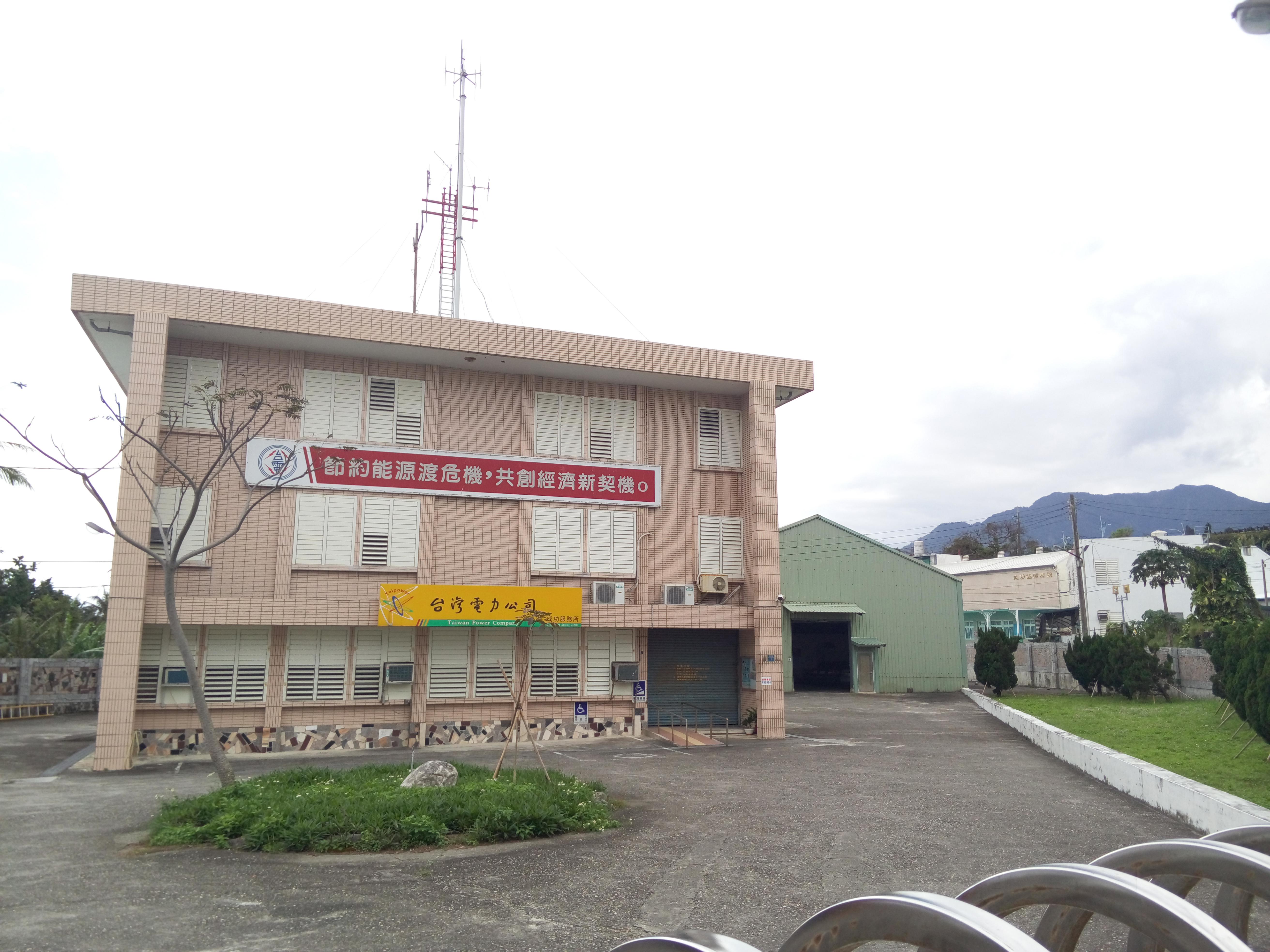
成功火力發電廠現況，右方綠色鐵皮屋倉庫即為原火力發電機組廠房，現已改為台灣電力公司 成功營業所

成功火力發電廠為一座位於臺灣臺東縣成功鎮的火力發電廠。成功火力發電廠自台灣電力公司完成台灣花東縱谷地區的電力輸送線路後，成功火力發電廠遭到裁撤，因此目前該發電廠已停機廢棄，原址改為台灣電力公司台東營業區成功服務所。

## 沿革

### 起源
台東成功新港地區最初是在日治時期1935年（昭和10年）時，因當時的新港漁港建設工程完工，一併也將漁港所需的新港製冰工場完工，而為了製冰工場所需電力而設置了兩座發電機組，在消耗製冰所需的電量後，多餘的電力則轉賣供給民營的新港電氣組合讓當時新港地區居民使用。 然而當時因發電機組發電量有限，所以當時僅有194戶人家擁有電力可用，並且限制每天僅晚間供電5個小時。

### 興建
後來，隨著新港地區居民增加，原先新港製冰工場的多餘電力已不敷當時新港地區的居民使用，因此1940年（昭和15年）4月新港電氣組合在現今台灣電力公司台東營業區成功服務所現址興建火力發電廠，當時發電量20K.W.，是為新港火力發電所。
然而因為新港地區居民數量仍不斷增加，導致新港火力發電所很快就再次不敷新港地區居民使用，因此，民國30年後，新港電氣組合原本籌畫在成功鎮三仙里富家溪上游利用水位高低落差進行水力發電。在水力發電廠廠房等土木工程都完工等待發電機組到位之際，卻因第二次世界大戰太平洋戰爭，從日本利用船運運送過來的發電機組連續兩度都遭到美國海軍的潛水艇擊沉。因此該水力發電廠之工程計畫至此告吹。
1940年（昭和15年）6月，台灣總督府接管台灣全島所有的發電與供電業務，同年8月花蓮港電氣株式會社（東部電氣株式會社的前身）再將新港電氣組合收購，至此，新港地區發電業務收歸官方所有。 

### 燒毀
1943年（昭和18年）時，一場大火將新港火力發電所燒毀，而當時也因日本第二次世界大戰戰況吃緊，日本台灣總督府已無力進行修復，因此，自此新港地區居民再次陷入夜間僅能使用煤油燈進行照明的黑暗期。

### 重建
1945年（民國34年），中華民國接管臺灣，當時台灣電力公司接手東部電氣株式會社之發電與供電業務，並針對已燒毀的新港火力發電所重建。在重建後的新港火力發電所中建置5部發電機組，夜間供電時間也從原先的5個小時增加到6個小時。
後來隨著台灣電力公司增加成功火力發電廠的發電機組，讓成功火力發電廠的總發電量到達511K.W.，供電時間也6個小時改完全天候供電。 

### 停機
台灣電力公司因應業務發展需求，開始興建花東輸電線路，整體工程在1962年（民國51年）間完成，使原本屬於單獨發電個體的台東地納入了台灣全島的台灣電力公司整體電力系統之中，而隨之的成功火力發電廠也在此之後結束發電並裁撤。 

## 設施

### 管理
- 電廠名稱：臺灣電力公司成功火力發電廠
- 管理單位：臺灣電力公司臺東區營業處發變電課
- 廠內編制：

### 設施
- 機組數量：5
- 燃燒類型：柴油
- 裝置容量：0.511MW
- 碳排放量：

## 外部連結
- 台灣電力公司 台東區營業處 （页面存档备份，存于）（繁體中文）

## 資料來源
1. 1 2 3 4 5 6  .   [2015-02-19]. （原始内容存档于2015-02-19）.
2. ↑  .   [2015-02-19]. （原始内容存档于2016-03-04）.
3. ↑  .   [2015-02-19]. （原始内容存档于2015-02-19）.
4. 1 2 3  .   [2015-02-19]. （原始内容存档于2015-02-06）.